# 海蘭 (紐約州沙利文縣)
海蘭（英語：Highland）是一個位於美國紐約州沙利文縣的鎮。

## 人口
根據2020年美國人口普查的數據，海蘭的面積為133.90平方千米，當中陸地面積為129.50平方千米，而水域面積為4.40平方千米。當地共有人口2196人，而人口密度為每平方千米16人。